# Javier Martínez de Ayala
Javier Martínez de Ayala (Madrid) es un jugador de fútbol americano en el equipo de Osos de Madrid (Rivas-Vaciamadrid) perteneciente a la Liga Nacional de Fútbol Americano (LNFA). Juega en la posición de wide receiver con la camiseta 85.